# Hotel Continental (San Sebastián)
El Hotel Continental fue un edificio hotelero del centro de San Sebastián, en la calle Zubieta número 22. La fachada principal daba al Paseo de la Concha y también estaba cerca del balneario La Perla. Se inauguró en 1884 en el siglo XIX. Fue nombrado el segundo hotel que abrió en la ciudad a finales del siglo XIX, tras la apertura del antiguo Hotel Londres y de Inglaterra (o Hotel du Palais) en 1876.

### Antecedentes históricos
El fundador, originario del País Vasco y afincado en Madrid, fue Agustín Galíndez, banquero. Presentó el proyecto de nueva construcción al Ayuntamiento en 1880. Fue firmado por el arquitecto José Goicoa con el nombre de Hotel La Concha, aunque posteriormente este nombre no se mantuvo.

### Trabajo de construcción
El hotel fue creado siguiendo el modelo de Biarritz y estaba en la tradición del siglo XIX con la influencia arquitectónica francesa del siglo. Constaba de sótano y de cuatro plantas. Destaca por ser el primero en San Sebastián con dos servicios: un ascensor y un ''jardín de invierno'' 'junto al restaurante. 

## Inauguración
La inauguración tuvo lugar el 15 de mayo de 1884. Iba a llamarse en un principio Hotel La Concha pero finalmente adoptó el mismo nombre del abierto recientemente en Biarritz.
Con la presencia de personajes ilustres del mundo de la política: el entonces alcalde de Aurrecoechea, diplomáticos y algunos funcionarios públicos de la economía. Como era costumbre en el ambiente hospitalario de la época, la responsabilidad de alto nivel en los hoteles se puso en manos de los franceses porque era un reflejo de confiabilidad y estilo. Inicialmente Emiliano Lestgarens y, posteriormente, en 1887, P. Hourcade, y en 1894, François Estrade fueron los directores consecutivamente. 

## Descripción
Infraestructura de sótano para garantizar el servicio (cocinas, refrigeradores, bodegas). 
En la planta baja se encuentran los espacios públicos de atención al cliente (un comedor largo y un living abierto a la playa de La Concha, restaurante, comedores familiares) y una oficina interna. 
Las dos escaleras independientes, el cliente y el servidor, conectaban los tres pisos. 

## Evolución histórica
François Estrade fue el director que impulsó importantes reformas con el cambio de siglo. Francisco Urcola Lazcanotegui, arquitecto de San Sebastián, fue el encargado en 1904 y 1905 de cambiar el piso superior y la apariencia exterior. En la planta baja se realizaron principalmente dos cambios: un patio abierto en el centro y grandes ventanales hacia la playa en el comedor. El propio François Estrade, que compró la casa contigua al arquitecto Luis Elizalde en 1911, realizó las obras de ampliación, remodelando el nombre por el de Palacio Continental.
Tras la guerra civil española fue María Eugenia Duport, dentro de la Asociación Madrid Palace Hotel SA. 
La última reforma se realizó entre 1960-1961, con trabajos de mantenimiento y la instalación de un baño en todas las habitaciones. 
Cerró definitivamente el 30 de septiembre de 1972 derribándose después.